# Каменица (Мехувский повет)
Камени́ца (пол. Kamienica) — село в Польше в сельской гмине Голча Мехувского повета Малопольского воеводства.
Село располагается в 4 км от административного центра гмины села Голча, в 11 км от административного центра повета города Мехув и в 33 км от административного центра воеводства города Краков.
Село разделяется на следующие части: Домбрувка, Коця-Гура и Подгае. В 1975—1998 годах село входило в состав Краковского воеводства.

## Достопримечательности
В одной из придорожных часовен, которая находится на территории села, находится деревянная статуя святого Иоанна Крестителя, оригинал которой восходит к 1500 году. Оригинал статуи, сделанный согласно краковской ствошовской страдиции, был украден в 2000 году и выставлен на одном из польских антикварных аукционов. В настоящее время оригинал статуи хранится в музее Ягеллонского университета в Кракове.

## Известные жители и уроженцы
- Войцех Пивоварчик (1902—2002) — католический священник, кандидат на беатификацию.